# Бенефичо-Стангона (Асти)
Бенефичо-Стангона је насеље у Италији у округу Асти, региону Пијемонт.
Према процени из 2011. у насељу је живело 53 становника. Насеље се налази на надморској висини од 170 м.